# Padonchia
Padonchia è una frazione del comune italiano di Monterchi, nella provincia di Arezzo, in Toscana.
Il borgo sorge a 365 metri d'altitudine e disca poco meno di 2 km dal capoluogo comunale. La frazione conta circa 40 abitanti ed è compresa nella diocesi di Arezzo-Cortona-Sansepolcro.
L'edificio di maggiore interesse del borgo è la chiesa di San Michele Arcangelo, risalente al VII-VIII secolo.
In seguito delle riforme leopoldine, a Padonchia vennero accorpate le due comunità di Sant'Agata in Pocaja e di Sant'Andrea a Vicchio. Nel 1833 il borgo contava 282 abitanti.